# Chetone angustilineata
Chetone angustilineata är en fjärilsart som beskrevs av Fleming 1949. Chetone angustilineata ingår i släktet Chetone och familjen björnspinnare. Inga underarter finns listade i Catalogue of Life.